# Arado Ar 96
Arado Ar 96 — німецький тренувальний, суцільнометалевий, одномоторний моноплан, виробництва компанії «Arado Flugzeugwerke».

## Експлуатація
Люфтваффе використовували Ar 96 в своїх льотних школах, ескадрильях перепідготовки та офіцерських училищах для вдосконаленої льотної підготовки, навчання польотам вночі по приладах. У роки Другої світової війни літаки Ar 96 входили до навчальних винищувальних ескадр.
Союзники нацистської Німеччини також активно експлуатували літаки даного типу.
Угорські ВПС отримали 65 літаків Ar 96a і 45 літаків Ar 96b.
Словацькі ВПС мали один Ar 96a і три Ar 96b.
Болгарські ВПС мали 24 літака.

## Варіанти і модифікації
| Ar.96A    | перший серійний варіант. |
| Ar.96B    | основний серійний варіант; фюзеляж подовжений, що дозволило збільшити запас палива; встановлений двигун більшої потужності.                                      |
| Ar.96B-1  | навчально-тренувальний літак без озброєння. |
| Ar.96B-2  | має один кулемет MG 17 калібру 7,92 мм або фото-кінокулемет для навчання стрільбі.                                                                               |
| Ar.96C    | побудований тільки в передсерійній партії для навчання бомбометання; має прозору панель в підлозі кабіни; оснащений двигуном Argus As 410A-1 потужністю 480 к.с. |
| Ar 296    | через брак матеріалів, перевага була віддана Ar 396 |
| Ar 396a-1 | був оснащений двигуном Argus 411 |
| Ar 396a-2 | тренувальна версія |

## Льотно-технічні характеристики
Модифікація: Ar 96b-2
двигун:
- тип: Argus As 410A-1
- потужність = 465 л. с.

Розмах крила, м = 11,00
Довжина літака, м = 9,10
Висота літака, м = 2,60
Площа крила, кв. м = 17,10
Маса, кг:
- порожнього літака = 1259
- злітна = 1700

Максимальна швидкість, км / год = 330
Практична стеля, м = 7100
Озброєння: можлива установка 7,92-мм кулемета MG-17

## Зображення

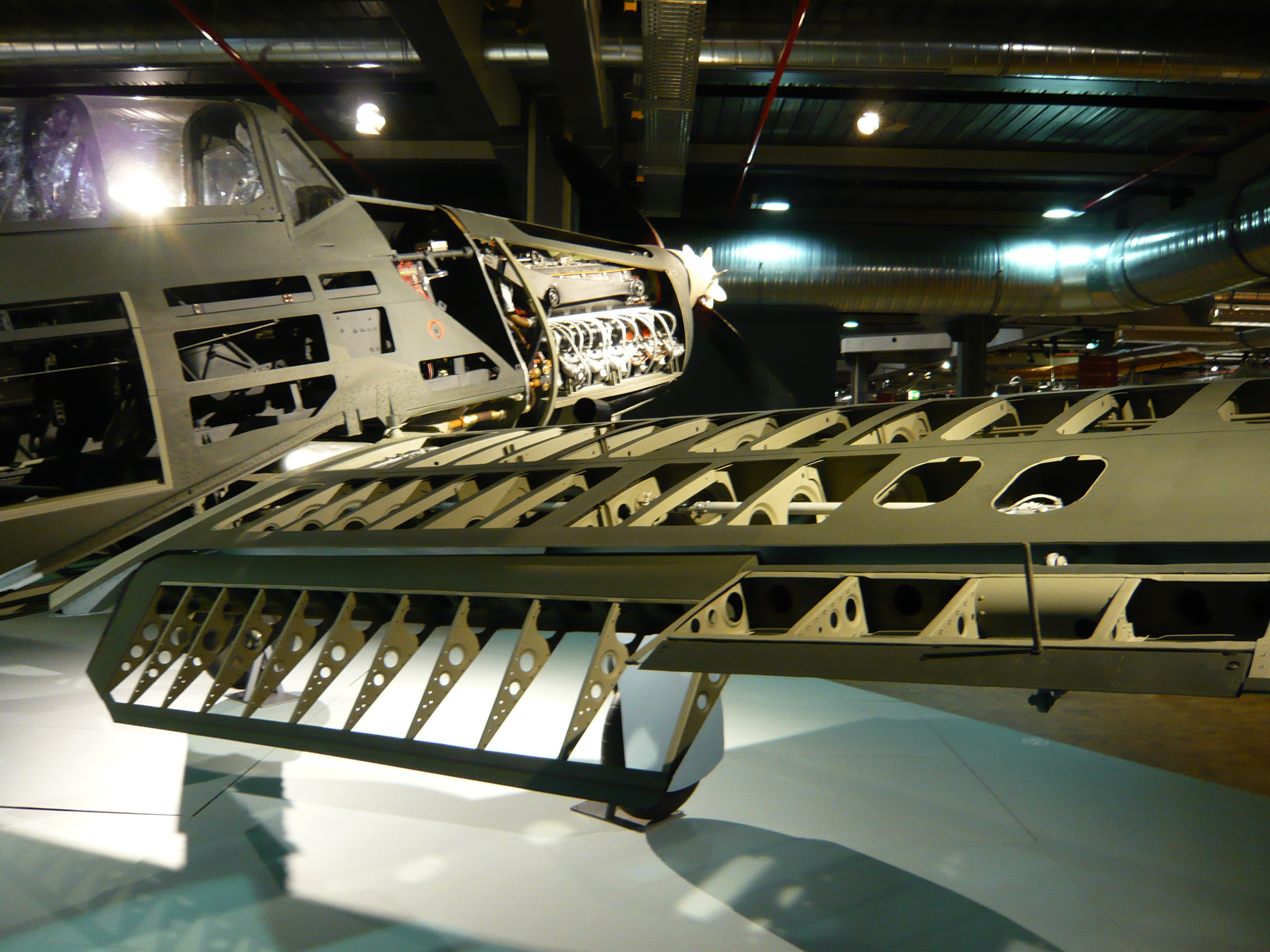